# Heurnia ventromaculata
Heurnia ventromaculata is een slang uit de familie waterdrogadders (Homalopsidae).

## Naam en indeling
De wetenschappelijke naam van de soort werd voor het eerst voorgesteld door J.K. de Jong in 1926. Het is de enige soort uit het monotypische geslacht Heurnia, dat eveneens werd beschreven door De Jong in 1926. De soortaanduiding ventromaculata betekent vrij vertaald 'gevlekte buik'.

## Verspreiding en habitat
De soort komt voor in delen van Azië en leeft endemisch in Indonesië en dan alleen op Irian Jaya. De habitat bestaat uit draslanden.

## Beschermingsstatus
Door de internationale natuurbeschermingsorganisatie IUCN is de beschermingsstatus 'onzeker' toegewezen (Data Deficient of DD).